# Anton von Schmerling

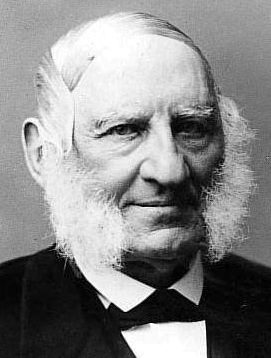
Anton Ritter von Schmerling

Anton Ritter von Schmerling (* 23. August 1805 in Wien; † 23. Mai 1893 ebenda) war österreichischer Politiker und Jurist. Im Jahre 1848 diente er als Reichsminister in der Provisorischen Zentralgewalt, der ersten gesamtdeutschen Regierung. Von 1860 bis 1865 wirkte der Liberale als Staatsminister und faktischer Regierungschef des Kaisertums Österreich; in dieser Zeit trat 1861 das Februarpatent in Kraft. Anschließend war Schmerling bis 1891 Präsident des Obersten Gerichtshofs.

## Familie

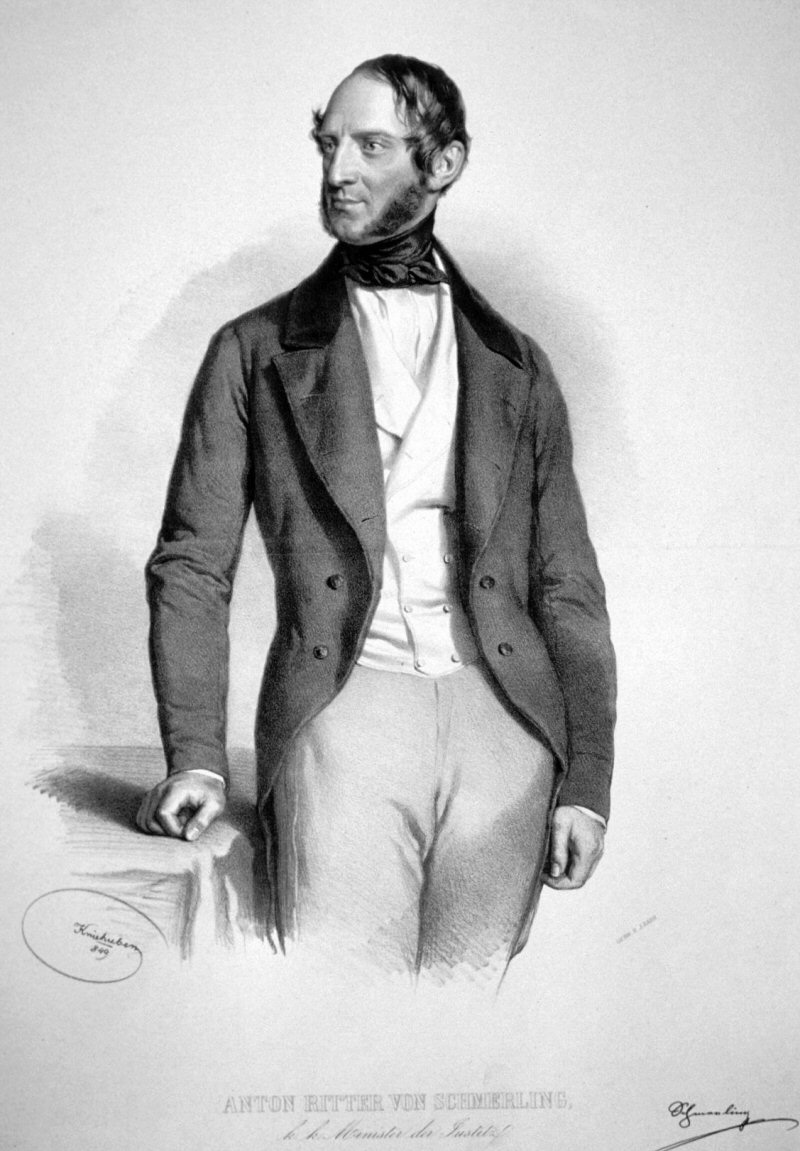
Anton Ritter von Schmerling, Lithographie von Josef Kriehuber, 1849

Anton von Schmerling entstammte einer aus dem Herzogtum Kleve nach Österreich eingewanderten Familie, deren Angehörige 1707 von Kaiser Joseph I. als Reichsritter und Edle von Schmerling in den Adelsstand erhoben wurden. 
Sein Bruder Joseph (1806–1884) war k. k. Feldzeugmeister, 1860–1862 Stellvertreter des Kriegsministers und hatte ab 1868 maßgeblichen Anteil an Aufbau und Organisation der österreichischen k. k. Landwehr als Pendant zum k. u. Honvéd, der ungarischen Landwehr, die den Ungarn auf Grund des Ausgleichs von 1867 von Kaiser Franz Joseph I. als Territorialstreitkraft neben dem gemeinsamen Heer zugestanden wurde. Sein Bruder Rainer (1810–1892) war Militärarzt, Leibarzt von Feldmarschall Erzherzog Albrecht und Präsident des Wiener Medizinischen Doktorenkollegiums. Sein jüngster Bruder Moriz (1822–1882) war ebenfalls Jurist und Senatspräsident des 1867 gegründeten k.k. Verwaltungsgerichtshofes.
Seit 1835 war er mit der Malerin Pauline Freiin von Koudelka (1806–1840) verheiratet, mit der er zwei Töchter hatte:
- Violetta (* 26. September 1836; † 15. April 1907)[1] ⚭ 1860 Karl von Bienerth (* 20. April 1825; † 5. März 1882), Feldmarschalleutnant, Militärkommandant von Krakau, Eltern von Richard von Bienerth-Schmerling, k.k. Ministerpräsident
- Sylvia (* 19. November 1838; † 24. November 1919) ⚭ 1874 Béla von Rohonczy

## Politik

### Revolutionszeit 1848–1851
Schmerling war scharfer Gegner des auf Aufrechterhaltung der bestehenden Ordnung und Unterdrückung aller revolutionären Bewegungen gerichteten Metternichschen Systems. Er befürwortete stattdessen die Umgestaltung des Deutschen Bunds in eine konstitutionelle Monarchie.

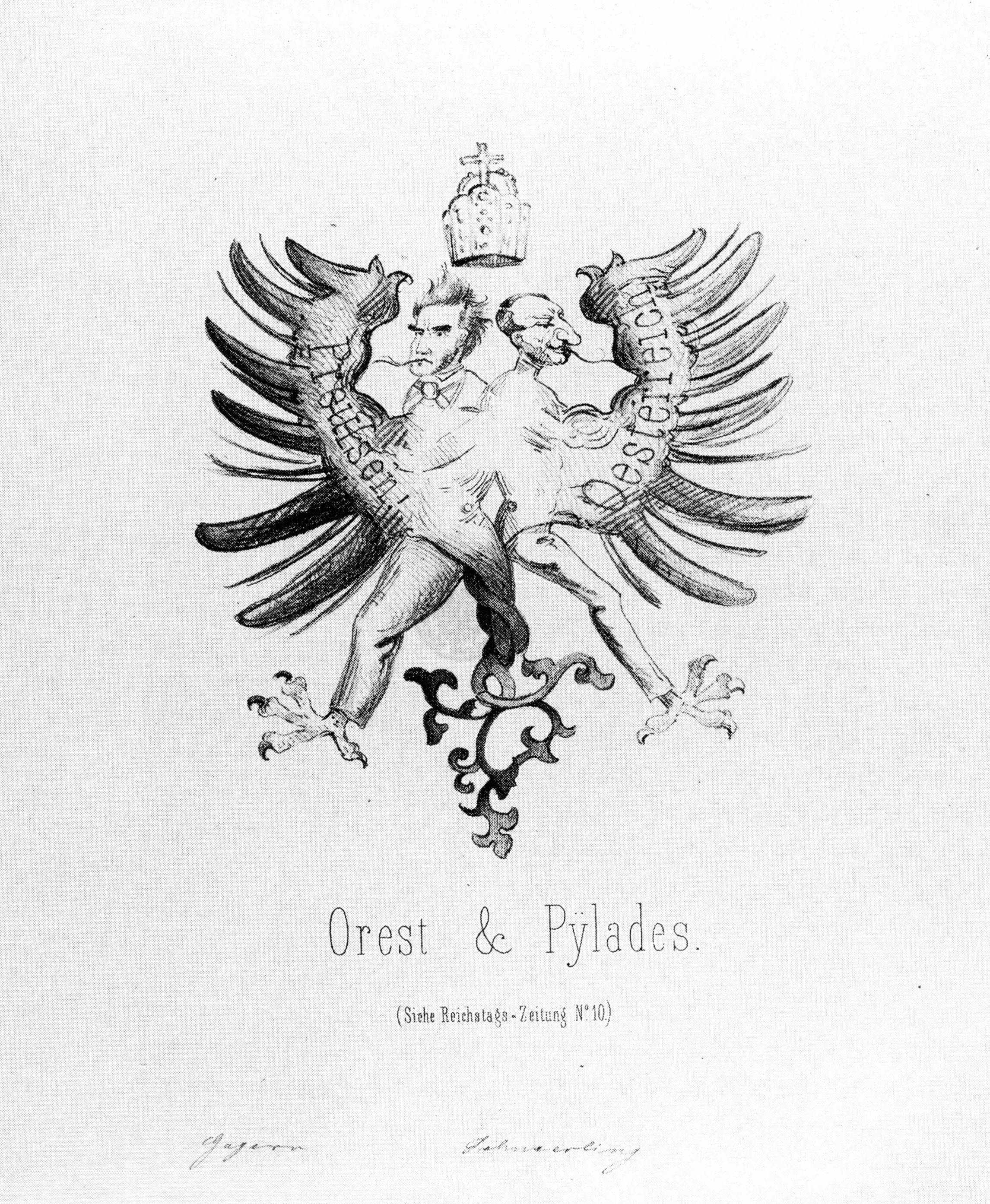
Karikatur von 1848 auf Gagern (links) und Schmerling

Im Februar 1848, dem Beginn der Märzrevolution, gehörte Schmerling zu den Revolutionären, die in Wien die Nationalgarde aufstellten. Er war Mitglied im Vorparlament und in der Frankfurter Nationalversammlung. Er wurde von Reichsverweser Johann von Österreich am 15. Juli 1848 zum Reichsminister in der gesamtdeutschen Zentralgewalt ernannt. Als Vertrauter des Reichsverwesers stellte tatsächlich er die Regierungsmannschaft zusammen. Er bekleidete vom Juli bis Dezember 1848 durchgehend das Amt des Innenministers und zeitweise das des Außenministers; nach dem Rücktritt des Kabinetts Leiningen war Schmerling nicht offiziell, aber durch interne Absprache Vorsitzender des Ministerrats und damit Regierungschef eines Kabinetts Schmerling.
Schmerling sprach sich für eine die deutschen Gebiete Österreichs einschließende Großdeutsche Lösung aus. Als diese jedoch am Widerspruch des österreichischen Ministerpräsidenten Felix zu Schwarzenberg scheiterte und sich die Nationalversammlung für eine preußisch geführte kleindeutsche Lösung unter Ausschluss Österreichs aussprach, erklärte er im Dezember 1848 seinen Rücktritt, da er das Vertrauen der Mehrheit in der Casino-Fraktion verloren hatte. Da er einen kleindeutschen Nationalstaat als nicht in Österreichs Interesse sah, bewog er anschließend Schwarzenberg dazu, diese Variante durch einen Großösterreich-Plan zu torpedieren. Neuer Reichsministerpräsident wurde Heinrich von Gagern, der in gewisser Weise zu Schmerlings kleindeutschem Gegenspieler wurde.
Von 1849 bis 1851 war Schmerling, von Kaiser Franz Joseph I., der im Dezember 1848 den Thron übernommen hatte, ernannt, Justizminister der österreichischen Regierung unter Fürst Felix Schwarzenberg. Wegen des verschärften Neoabsolutismus in Österreich trat er zurück und wurde bis 1858 Senatspräsident am Obersten Gerichtshof (OGH). 1865–1891 war er Präsident des OGH.

### Zweite Karriere in der österreichischen Regierung
Mit der von der Niederlage des Kaisers in der Lombardei 1859 ausgelösten Liberalisierung Österreichs begann er eine zweite politische Karriere. Am 13. Dezember 1860 wurde er Staatsminister und war der eigentliche Kopf der nominell von Erzherzog Rainer als Ministerpräsident geleiteten liberalen Regierung. Schmerling versuchte, den Vorsitz Österreichs im Deutschen Bund wirksam zu erhalten, scheiterte aber an der aggressiven Opposition Otto von Bismarcks. Bis zum 27. Juli 1865, als der Kaiser der Regierung deswegen sein Vertrauen entzog, blieb er der einflussreichste Politiker dieser Jahre, allerdings nur mit Unterstützung der Deutschliberalen im Abgeordnetenhaus des Reichsrats, das wegen seines theaterähnlich errichteten provisorischen Gebäudes an der Währinger Straße 2–4 in Wien im Volksmund „Schmerling-Theater“ genannt wurde.
Schmerling hatte großen Anteil an der zentralistischen Februarverfassung von 1861, die unter anderem die Voraussetzung für die kommunale Selbstverwaltung in Österreich schuf und die in Cisleithanien bis 1918 gültigen Landesverfassungen der Kronländer enthielt. Auch mit dem Protestantenpatent (1861), dem Gesetz vom 27. Oktober 1862 zum Schutz der persönlichen Freiheit und dem Gesetz vom 27. Oktober 1862 zum Schutze des Hausrechts wurden weitere, wesentliche Schritte zur Liberalisierung gesetzt. 1861 wurde Schmerling Ehrenbürger von Wien, Graz und Innsbruck und 1862 Ehrenmitglied der Österreichischen Akademie der Wissenschaften.
Schmerling gehörte seit 1867 auf Wunsch des Kaisers als Mitglied auf Lebenszeit dem Herrenhaus des österreichischen Reichsrats an, dem er ab 1868 als Vizepräsident und 1871 als Präsident vorstand. 1873, 1875, 1879 und 1891 war er Präsident der österreichischen Delegation bei den österreichisch-ungarischen Ausgleichsverhandlungen.

## Grab, Wappen und Porträts
Schmerlings ehrenhalber gewidmetes Grab befindet sich auf dem Hietzinger Friedhof (Gruppe 05, Nr. 47).
Benennungen
Noch im Jahr seines Todes, 1893, wurde in Wien, Innere Stadt (1. Bezirk), unmittelbar neben dem Parlamentsgebäude der Schmerlingplatz nach ihm benannt, an den auch der Justizpalast grenzt. Der Platz verbindet somit die beiden Wirkungsbereiche Schmerlings, den politischen und den juristischen.
Auch in Brünn in Mähren wurde die noble Alleegasse, Brünns erster und bis heute einziger Boulevard, damals im Neubauviertel, am 13. Juni 1893 Schmerlingstraße benannt. Am 26. Juni 1919 wurde sie in der jungen Tschechoslowakei zur Legionärgasse, am 10. Jänner 1940 während der deutschen Okkupation zur Alleestraße, nach der Befreiung wieder zur třída Legionářů, und seit dem 12. Oktober 1950 heißt Brünns einzige echte Prachtstraße „Třída kapitána Jaroše“.
Büste
Im Garten des Theresianums, 4., Favoritenstraße, Sitz der Diplomatischen Akademie Wien und eines traditionsreichen Gymnasiums, dessen Kurator Schmerling war, befindet sich eine Schmerlingbüste von Anton Dominik Fernkorn.
Wappen

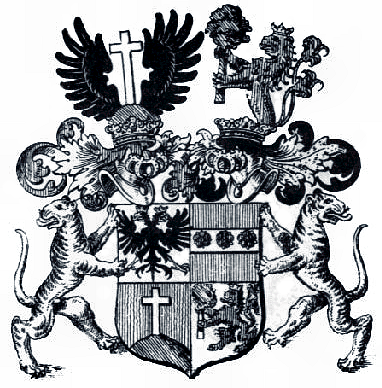
Wappen der Reichsritter von Schmerling 1707

Das 1707 definierte Wappen der Familie Schmerling wurde wie folgt beschrieben: Quadrierter Schild: 1 in Silber ein goldgekrönter, schwarzer Doppeladler; 2 in Rot ein silberner, mit drei roten Rosen belegter Balken; 3 in Rot ein auf dem Gipfel eines grünen Berges wurzelschlagendes silbernes Kreuz; 4 in Silber ein roter, einwärtsgekehrter, aufgerichteter, doppelschwänziger Löwe, in seinen Pranken einen Baum mit silbernem Stamm und grünem Laub haltend. Auf dem Schild zwei goldene, gekrönte Helme. In dem rechten, auf einem grünen Samtkissen zwischen zwei ausgebreiteten, schwarzen Flügen, steckt das Kreuz aus dem Schild. Auf dem linken der Löwe von 4 nun wachsend, in seinen Pranken den Baum ganz in Grün haltend. Die Decken sind vorne rot-silbern, hinten schwarz-golden. Schildträger sind zwei aufgerichtete, auswärtssehende, natürliche Tiger.
Medaillen
- Silber- und Bronzeprägemedaille 1879, auf sein 50-Jahre-Beamtenjubiläum, 67 mm, von Anton Scharff (1845–1903), Medailleur
- Silber- (Unikum) und Bronzegussmedaille (wenige Exemplare) 1885, auf seinen 80. Geburtstag, 175 mm, von Anton Scharff
- Silber- und Bronzeprägemedaille 1890, auf sein 25-Jahre-Jubiläum als Kurator des Theresianums, 66 mm, von Anton Scharff